# إدوارد ستيوارت (قسيس)
إدوارد ستيوارت (بالإنجليزية: Edward Stuart)‏ هو قسيس نيوزيلندي، ولد في 1827، وتوفي في 15 مارس 1911.